# Sebastián González Vázquez
Sebastián González Vázquez (n. 1956) es un abogado y político español del Partido Popular, presidente de la Diputación Provincial de Ávila entre 1993 y 2004, procurador regional en la iii legislatura de las Cortes de Castilla y León y diputado y senador en la viii, ix, x, xi y xii legislaturas de las Cortes Generales.

## Biografía
Nacido el 20 de enero de 1956 en el municipio abulense de La Adrada, Feliciano Blázquez fue su mentor político. Se licenció en derecho en la Universidad Complutense de Madrid, más tarde se doctoraría en la de Burgos. Emparentado con Ángel Acebes —es cuñado de su hermano Víctor Acebes— guarda amistad con este, y compartieron bufete de abogados en Ávila a mediados de la década de 1980. Durante el mandato de Acebes como secretario general del Partido Popular, Sebastián González fue secretario nacional de Organización.
Concejal del Ayuntamiento de Ávila entre 1987 y 2004, a partir de 1993 y hasta 2004 ejerció también de presidente de la Diputación Provincial. Resultó elegido procurador regional de las Cortes de Castilla y León por la circunscripción de Ávila en las elecciones de 1991, desempeñando el cargo a lo largo de la iii legislatura de la cámara (1991-1995). En 2004 resultó elegido diputado por Ávila en las elecciones generales, cargo que revalidó en las elecciones de 2008 y 2011. En 2015 abandonó el Congreso de los Diputados, y presentándose como candidato popular al Senado, resultó elegido en las generales de 2015 y en las de 2016.
En julio de 2018 fue designado tesorero del Partido Popular.